# Britannia Adelphi Hotel
El Britannia Adelphi Hotel se encuentra en Ranelagh Place, en el centro de Liverpool, Merseyside, Inglaterra. El edificio actual es el tercer hotel del emplazamiento y está inscrito en la Lista del Patrimonio Nacional de Inglaterra como edificio protegido de grado II. El edificio es propiedad de Britannia Hotels, que también lo gestiona. Cuenta con 402 habitaciones con baño, salas de conferencias, comedores y un gimnasio.

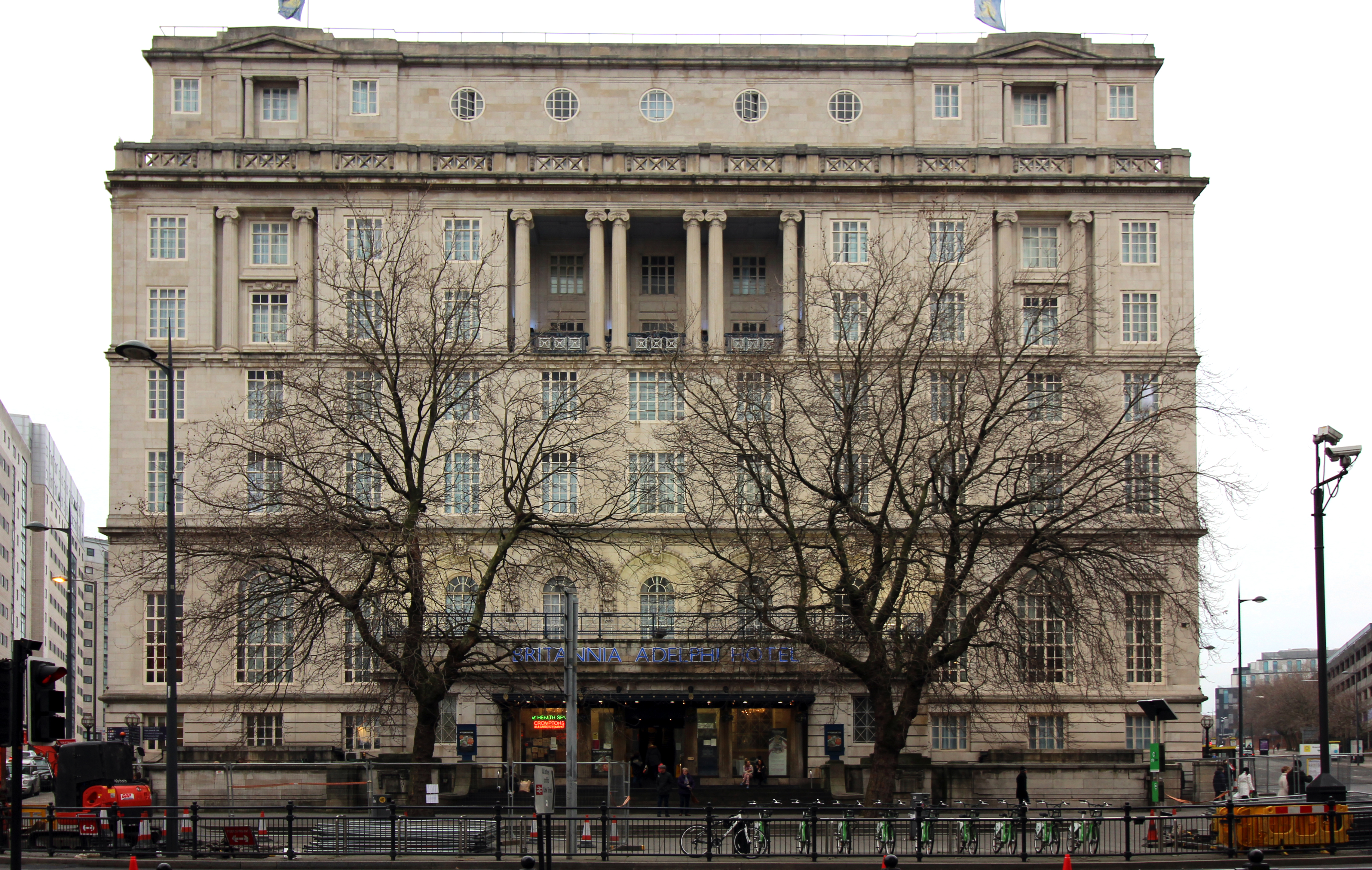
Britannia Adelphi, Liverpool 2018

## Historia

### 1826-1983: Fundación y propiedad bajo British Rail
El primer hotel del emplazamiento se construyó en 1826 para el hotelero James Radley mediante la reconversión de dos casas urbanas del siglo XVIII. Se construyó en el emplazamiento de los antiguos jardines Ranelagh, el primer espacio abierto de recreo público de Liverpool.
Este hotel fue sustituido por otro en 1876, que fue comprado en 1892 por el Ferrocarril de Midland, siendo rebautizado como Midland Adelphi. Una de sus características era un conjunto de tanques calentados en el sótano para mantener tortugas vivas para la sopa de tortuga que no sólo se servía, sino que era la base de un importante negocio que se enviaba a banquetes, etc. por todo el país y más allá. La compañía ferroviaria lo sustituyó entre 1911 y 1914 por el edificio actual, diseñado por Frank Atkinson. Cuando se inauguró, estaba "considerado como el hotel más lujoso fuera de Londres".
Al ser Liverpool un importante punto de llegada y salida de transatlánticos a principios del siglo XX, el Adelphi era el hotel más popular de la ciudad para los pasajeros adinerados antes de embarcar hacia Norteamérica. El RMS Titanic estaba matriculado en Liverpool (aunque nunca visitó el puerto), y se dice que la Suite Sefton es una réplica exacta de la sala de fumadores de primera clase del malogrado transatlántico.
El 1 de enero de 1948, las compañías ferroviarias británicas fueron nacionalizadas y el hotel Adelphi pasó a formar parte de British Transport Hotels, filial de British Rail.
Entre los huéspedes del hotel de esta época se encontraban líderes mundiales como Franklin D. Roosevelt y Winston Churchill, así como artistas musicales como Frank Sinatra, Laurel y Hardy, Judy Garland, Bob Dylan y Roy Rogers.

### 1983-presente: Venta a Britannia Hotels
Tras la victoria del Partido Conservador en las elecciones generales de 1979, se ordenó a British Rail que se deshiciera de los activos innecesarios. En 1983, como parte de la venta de British Transport Hotels, British Rail vendió el hotel al grupo hotelero Britannia Hotels.
En 2006, el hotel Adelphi fue investigado por la BBC por continuos robos y problemas de higiene. En noviembre de 2010, tras una inspección de higiene alimentaria del Ayuntamiento de Liverpool, el hotel recibió un cero en su calificación de higiene alimentaria (la puntuación más baja posible) y se le ordenó que pusiera remedio a sus prácticas. Recibió un cuarto cero consecutivo en su calificación de higiene alimentaria tras una inspección en enero de 2016, y en junio de 2017 Britannia Hotels admitió ante el Tribunal de Magistrados de Liverpool siete infracciones de la ley de salud y seguridad y fue multado con 265.000 libras.
El 30 de agosto de 2006, un hombre de 25 años se ahogó en la piscina del Adelphi después de que el socorrista de guardia abandonara su puesto. El hombre llevaba muerto treinta minutos cuando fue encontrado. En mayo de 2010, Britannia Hotels fue acusado de varias infracciones de las leyes de salud y seguridad en relación con la muerte.
Una investigación realizada en noviembre de 2015 por el Liverpool Echo descubrió ventanas rotas y manchadas de condensación, paredes y alféizares cubiertos de humedad, habitaciones y baños sucios y muebles rotos.
El 4 de octubre, el Liverpool Echo reveló que el hotel también está siendo investigado por un incidente ocurrido a principios de 2022 en el que un huésped resultó herido. Al día siguiente, Kim Johnson, miembro del Parlamento por Liverpool Riverside (la circunscripción en la que se encuentra el hotel), instó a Britannia Hotels a "sell up and move on" (vender y seguir adelante), describiendo el hotel como "una plaga en [Liverpool]".